# Liste der Biografien/Meri
Liste der Biografien |
Portal Biografien |
Personensuche
# |
A |
B |
C |
D |
E |
F |
G |
H |
I |
J |
K |
L |
M |
N |
O |
P |
Q |
R |
S |
T |
U |
V |
W |
X |
Y |
Z |
?
 
Ma |
Mb |
Mc |
Md |
Me |
Mf |
Mg |
Mh |
Mi |
Mj |
Mk |
Ml |
Mm |
Mn |
Mo |
Mp |
Mq |
Mr |
Ms |
Mt |
Mu |
Mv |
Mw |
Mx |
My |
Mz
 
Mea–Mee |
Mef |
Meg |
Meh |
Mei |
Mej |
Mek |
Mel |
Mem |
Men |
Meo |
Mep |
Mer |
Mes |
Met |
Meu |
Mev |
Mew |
Mex |
Mey |
Mez
 
Mera |
Merb |
Merc |
Merd |
Mere |
Merf |
Merg |
Merh |
Meri |
Merj |
Merk |
Merl |
Merm |
Mern |
Mero |
Merr |
Mers |
Mert |
Meru |
Merv |
Merw |
Merx |
Mery |
Merz
Die Liste der Biografien führt alle Personen auf, die in der deutschsprachigen Wikipedia einen Artikel haben. Dieses ist eine Teilliste mit 153 Einträgen von Personen, deren Namen mit den Buchstaben „Meri“ beginnt.

## Meri
- Meri, Hohepriester des Amun
- Meri, Arnold (1919–2009), estnischer Veteran des Zweiten Weltkriegs und Held der Sowjetunion
- Méri, Eszter (* 2002), slowakische Tennisspielerin
- Meri, Georg (1900–1983), estnischer Diplomat und Übersetzer
- Meri, Helle (1949–2024), estnische Schauspielerin
- Meri, Josef W. (* 1969), US-amerikanischer Gelehrter
- Meri, Leena (* 1968), finnische Politikerin (PeruS)
- Meri, Lennart (1929–2006), estnischer Politiker
- Meri, Mart (* 1959), estnischer Sprachwissenschaftler und Politiker
- Meri, Sayed Emran (* 1996), afghanischer Badmintonspieler
- Meri, Veijo (1928–2015), finnischer SchriftstellerVeijo Meri (1928–2015)

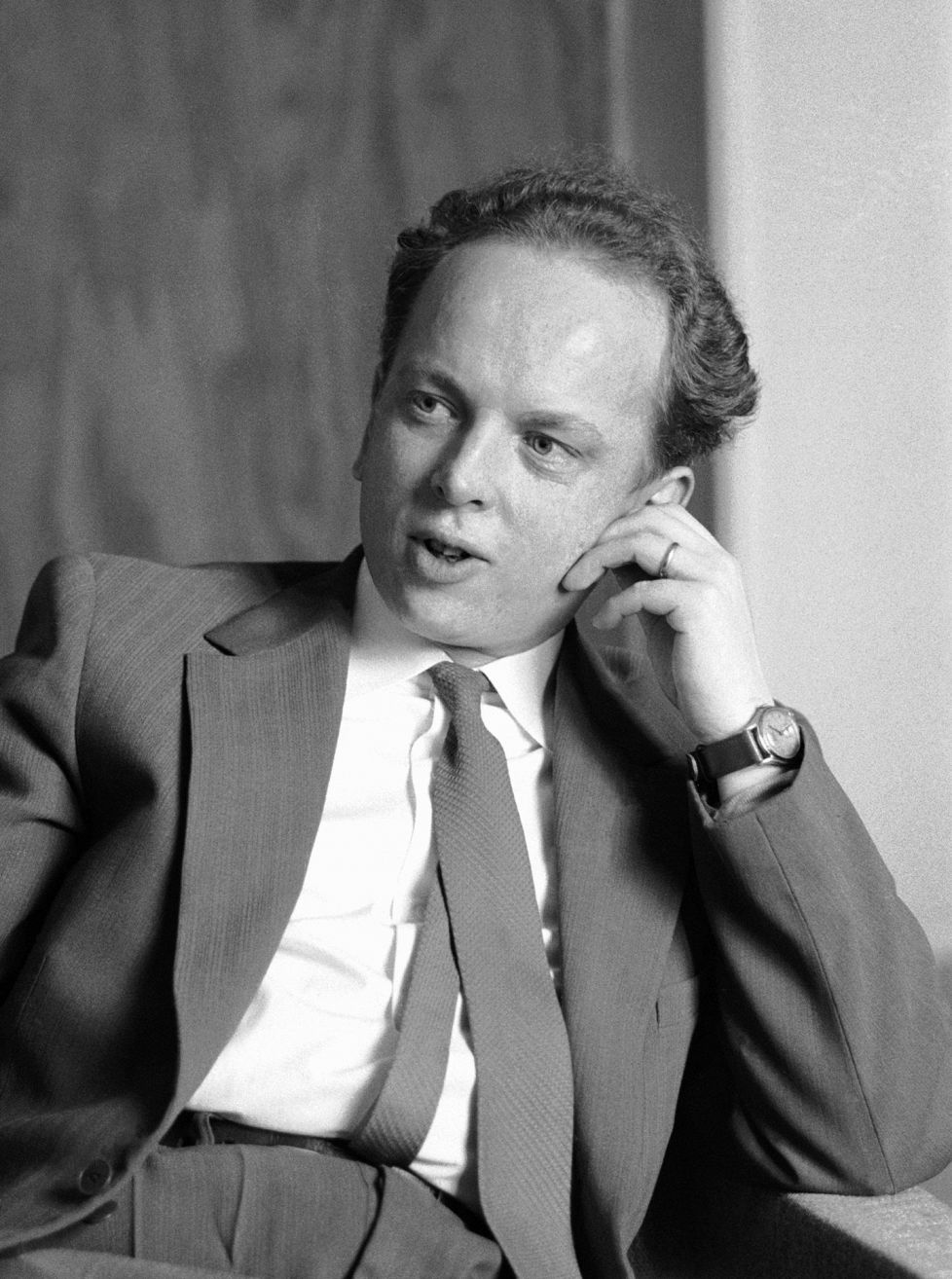
Veijo Meri (1928–2015)

### Meria
- Meria, Améty, burkinische Musikerin
- Meriah, Mehdi (* 1979), tunesischer Fußballspieler
- Meriah, Yassine (* 1993), tunesischer Fußballspieler
- Merian, Amadeus (1808–1889), Schweizer Architekt
- Merian, Caspar (1627–1686), deutscher Kupferstecher
- Merian, Christel (1933–2012), deutsche Schauspielerin und Synchronsprecherin
- Merian, Christoph (1800–1858), Schweizer Grossgrundbesitzer und Stiftungsgründer
- Merian, Emanuel (1732–1818), Schweizer evangelischer Geistlicher
- Merian, Johann Bernhard (1723–1807), Schweizer Philosoph und Mitglied der Preußischen Akademie der Wissenschaften
- Merian, Johann Matthäus von (1659–1716), Portraitmaler
- Merian, Johann Rudolf (1674–1721), Schweizer Rittmeister
- Merian, Johann Rudolf (1797–1871), Schweizer Mathematiker und Politiker
- Merian, Johann Rudolf von (1717–1784), preußischer Generalmajor, Chef des Leibkürassierregiments
- Merian, Leon (1923–2007), US-amerikanischer Jazzmusiker
- Merian, Maria Sibylla (1647–1717), Naturforscherin und KünstlerinMaria Sibylla Merian (1647–1717)

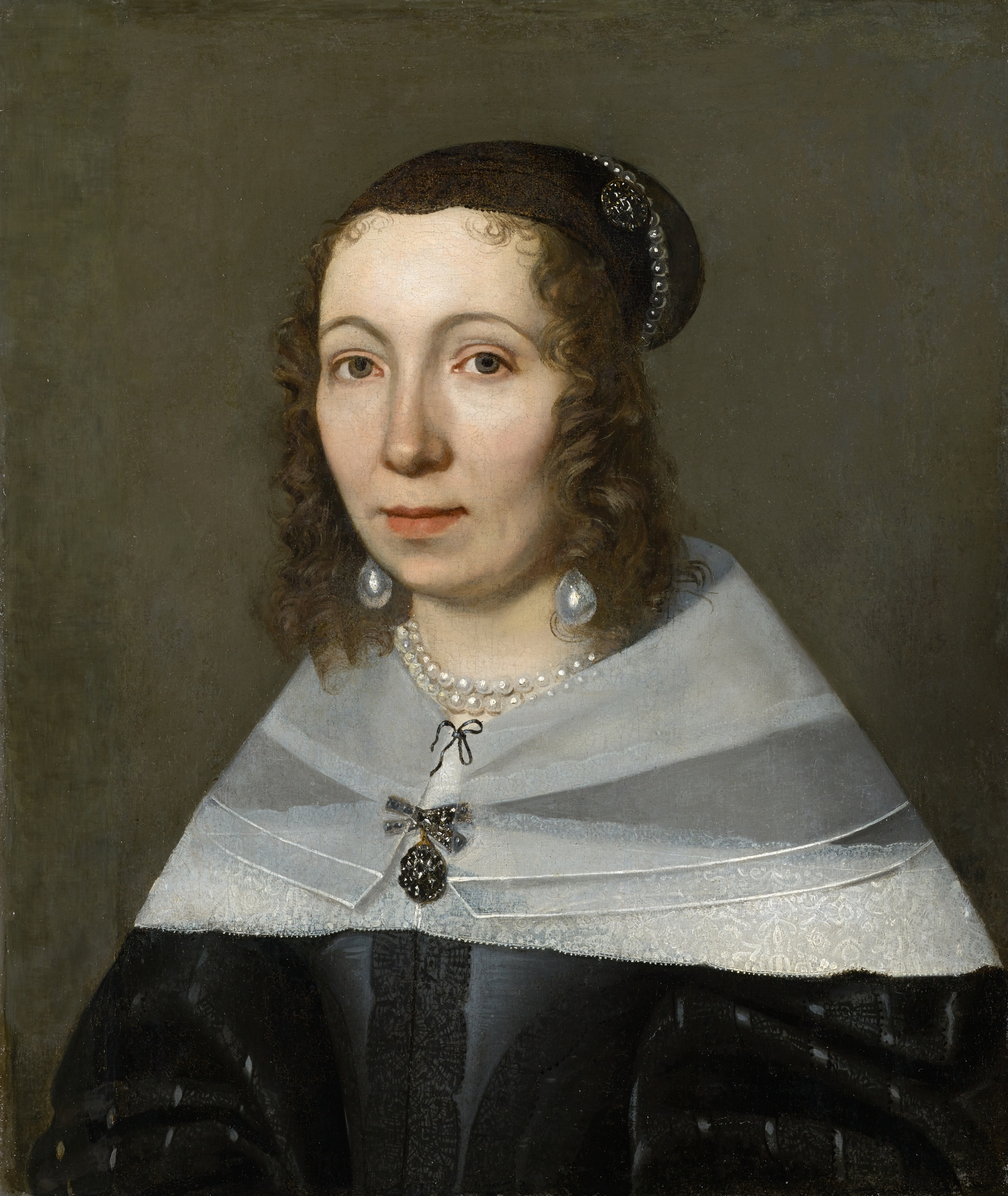
Maria Sibylla Merian (1647–1717)

- Merian, Matthäus (1593–1650), schweizerisch-deutscher Kupferstecher und Verleger
- Merian, Matthäus der Jüngere (1621–1687), Maler, Kupferstecher und Verleger
- Merian, Peter (1795–1883), Schweizer Naturforscher, Geologe und Politiker
- Merian, Philipp († 1848), Schweizer Handelsmann und Stiftungsgründer
- Merian, Rudolf (1820–1891), Schweizer Offizier, Politiker und Mäzen
- Merian, Svende (* 1955), deutsche Schriftstellerin
- Merian-Iselin, Andreas (1742–1811), Schweizer Politiker
- Meriano, Francesco (1896–1934), italienischer Diplomat
- Meriano, Laura (* 1999), italienische Ruderin
- Meriatum, altägyptischer Prinz, Sohn von Ramses II.

### Merib
- Meribre, altägyptischer König der 16. Dynastie (Hyksos-Zeit)

### Meric
- Meriç, Hurşut (* 1983), niederländisch-türkischer Fußballspieler
- Meriç, Nezihe (1925–2009), türkische Schriftstellerin und Verlegerin
- Meriç, Recep (* 1944), türkischer Klassischer Archäologe
- Méric, Victor (1876–1933), französischer Journalist
- Méric-Lalande, Henriette (1798–1867), französische Opernsängerin (Sopran)
- Merică, Ecaterina (1941–2008), rumänische Chemikerin und Kosmetologin
- Meriçboyu, İbrahim Abdülkadir (1917–1985), türkischer Poet und Übersetzer
- Merici, Angela (1474–1540), Ordensfrau, Gründerin der UrsulinenAngela Merici (1474–1540)

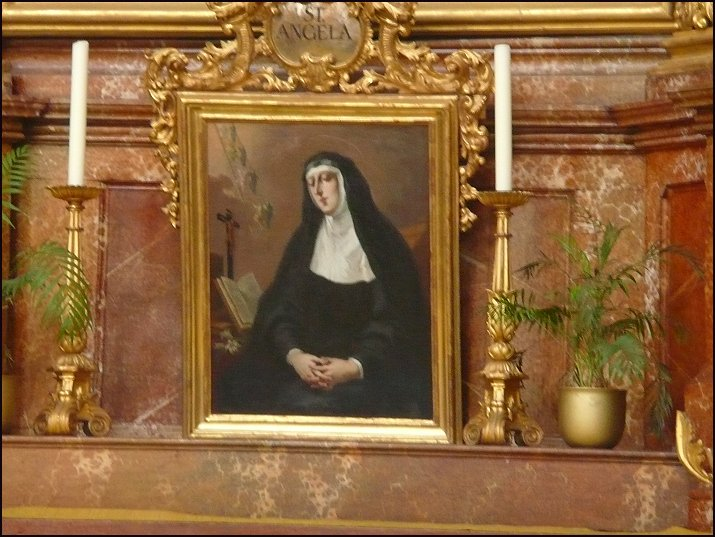
Angela Merici (1474–1540)

- Měřička, Václav (1916–2001), tschechischer Ordenskundler und Verfasser zahlreicher phaleristischer Schriften
- Merico, Agostino, italienischer mariner Ökologe
- Merico, Lucrecia, argentinische Tangosängerin
- Merico, Nick (* 1995), argentinischer Schauspieler und Sänger

### Merid
- Mérida, Carlos (1891–1984), guatemaltekisch-mexikanischer Künstler
- Mérida, Daniel (* 2004), spanischer Tennisspieler
- Mérida, Fran (* 1990), spanischer Fußballspieler
- Merideth, Joseph E. (* 1971), US-amerikanischer Animator
- Meridor, Dan (* 1947), israelischer Politiker
- Meridor, Ya’akov (1913–1995), israelischer Politiker (Likud)

### Merie
- Meriem, Camel (* 1979), französischer Fußballspieler
- Mérienne, Nancy († 1860), Schweizer Malerin

### Merig
- Mérigeau, Adrien, französischer Filmregisseur und Animator
- Meriggi, Piero (1899–1982), italienischer Altphilologe und Indogermanist
- Merighetti, Daniela (* 1981), italienische Skirennläuferin
- Merighetti, Nicoletta (* 1966), italienische Skirennläuferin
- Merighi, Antonia Margherita, italienische Opernsängerin
- Merighi, Ferdinando (* 1924), italienischer Filmregisseur
- Merighi, Giorgio (1939–2020), italienischer Opernsänger (Tenor)
- Mérignac, Lucien (1873–1941), französischer Fechter
- Mérigonde, Marcel (1910–1984), französischer Politiker, Mitglied der Nationalversammlung

### Merii
- Meriibre, altägyptischer Pharao

### Merik
- Merikanto, Aarre (1893–1958), finnischer Komponist
- Merikanto, Aava (* 2004), finnische Schauspielerin
- Merikanto, Oskar (1868–1924), finnischer Komponist
- Merikare, altägyptischer König der 10. Dynastie
- Merikoski, Veli (1905–1982), finnischer Jurist, Hochschullehrer und Politiker (Volkspartei Finnlands), Außenminister

### Meril
- Méril, Macha (* 1940), französische SchauspielerinMacha Méril (* 1940)

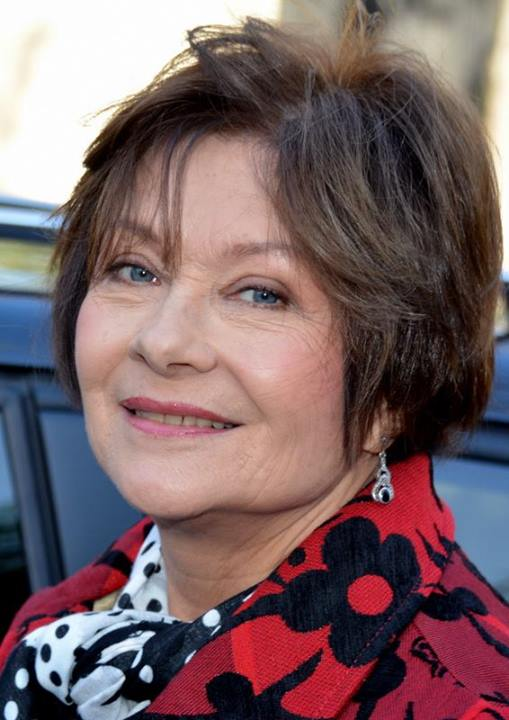
Macha Méril (* 1940)

- Merilaas, Kersti (1913–1986), estnische Schriftstellerin
- Merilahti, Olivia (* 1982), finnisch-französische Sängerin und Komponistin
- Merilai, Arne (* 1961), estnischer Literaturwissenschaftler und Schriftsteller
- Meriläinen, Eetu (* 1997), finnischer Skispringer
- Meriläinen, Mikko (1927–2015), finnischer Skisportler
- Meriläinen, Usko (1930–2004), finnischer Komponist und Dirigent
- Mérillon, Jean-Marie (1926–2013), französischer Botschafter
- Merilo, Andrus (* 1973), estnischer Generalleutnant
- Meriluoto, Kai (* 2003), finnisch-japanischer Fußballspieler
- Meriluoto, Minna (* 1985), finnische Fußballspielerin

### Merim
- Mérimée, Ernest (1846–1924), französischer Romanist, Hispanist und Literaturwissenschaftler
- Mérimée, Henri (1878–1926), französischer Romanist, Hispanist und Literaturwissenschaftler
- Mérimée, Prosper (1803–1870), französischer SchriftstellerProsper Mérimée (1803–1870)

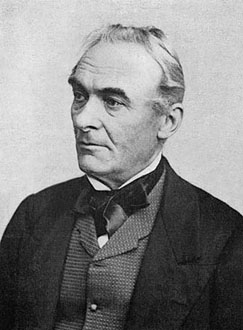
Prosper Mérimée (1803–1870)

- Merimose, Vizekönig von Kusch

### Merin
- Merin, Yvonne (1921–2012), deutsche Schauspielerin
- Mering, Carl von (1874–1944), deutscher Bildhauer und Modelleur
- Mering, Friedrich (1822–1887), deutschstämmiger Arzt und Professor in Kiew
- Mering, Friedrich Everhard von (1799–1861), deutscher Historiker
- Mering, Heinrich von (1620–1700), Priester und Domherr in Köln
- Mering, Josef von (1849–1908), deutscher Mediziner
- Mering, Wiesław (* 1945), polnischer Geistlicher, emeritierter römisch-katholischer Bischof von Włocławek
- Meringer, Rudolf (1859–1931), österreichischer Sprachwissenschaftler
- Meringor, Delvine Relin (* 1992), kenianisch-rumänische Langstreckenläuferin
- Merini, Alda (1931–2009), italienische PoetinAlda Merini (1931–2009)

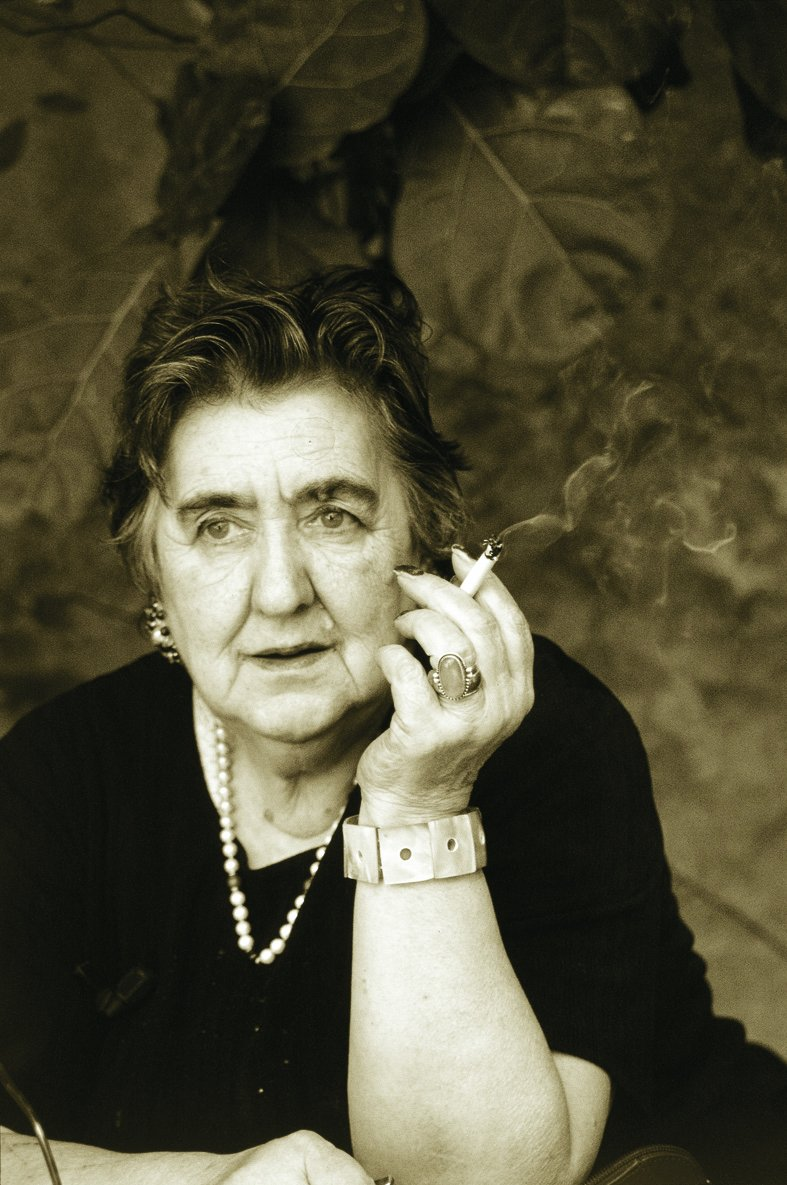
Alda Merini (1931–2009)

- Merino González, Carlos (* 1980), spanischer Fußballspieler
- Merino Rábago, Francisco (1920–1994), mexikanischer Politiker und Bankmanager
- Merino Rodríguez, Manuel (1918–2001), spanischer Kameramann
- Merino, Alexander (* 1992), peruanischer Tennisspieler
- Merino, Beatriz (* 1947), peruanische Politikerin
- Merino, Delfina (* 1989), argentinische Hockeyspielerin
- Merino, Estrella (* 2006), deutsche Fußballspielerin
- Meriño, Fernando Arturo de (1833–1906), Staatspräsident der Dominikanischen Republik und Erzbischof von Santo Domingo
- Merino, José Luis (1927–2019), spanischer Filmregisseur
- Merino, José María (* 1941), spanischer Autor
- Merino, José Toribio (1915–1996), chilenischer Admiral und Politiker
- Merino, Mikel (* 1996), spanischer Fußballspieler
- Merino, Pedro (* 1987), spanischer Straßenradrennfahrer
- Merino, Sabin (* 1992), spanischer Fußballspieler
- Merino, Yvett, US-amerikanische Filmproduzentin
- Merinsky, Jaro (1895–1978), österreichischer Bauingenieur
- Měřínský, Zdeněk (1948–2016), tschechischer Archäologe

### Merip
- Meriptah, Hoherpriester des Amun

### Merir
- Merire, altägyptischer Künstler
- Merire, Hohepriester des Aton
- Merire, Schatzmeister

### Meris
- Merisi da Caravaggio, Michelangelo (1571–1610), italienischer Maler des FrühbarockMichelangelo Merisi da Caravaggio (1571–1610)

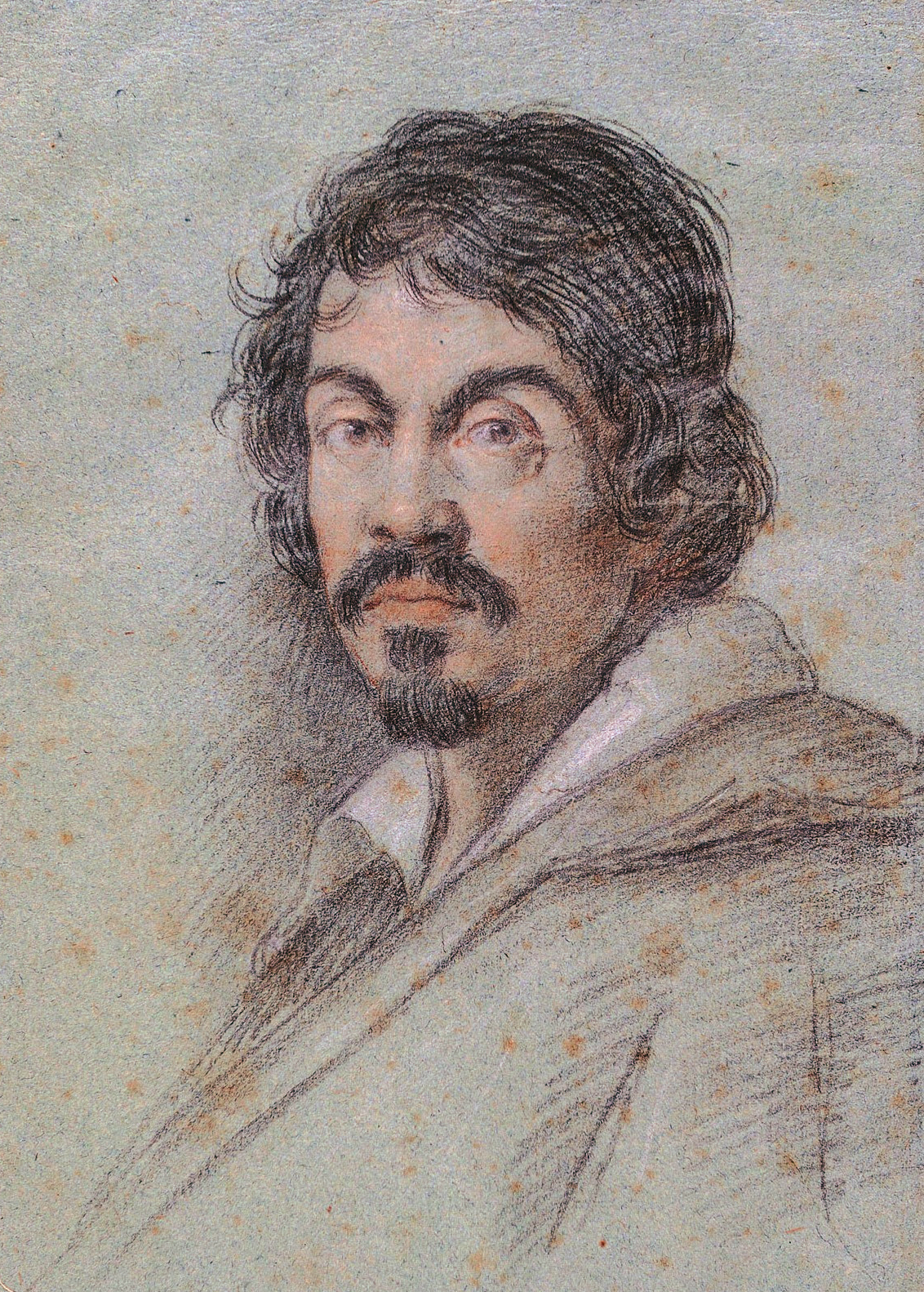
Michelangelo Merisi da Caravaggio (1571–1610)

- Merisi, Emanuele (* 1972), italienischer Schwimmer
- Merisi, Giuseppe (* 1938), italienischer Geistlicher, emeritierter Bischof von Lodi

### Merit
- Meritamun, Große Königliche Gemahlin von Ramses II., Tochter von Ramses II.
- Meritaton, erstgeborene Tochter des Echnaton und der NofreteteMeritaton

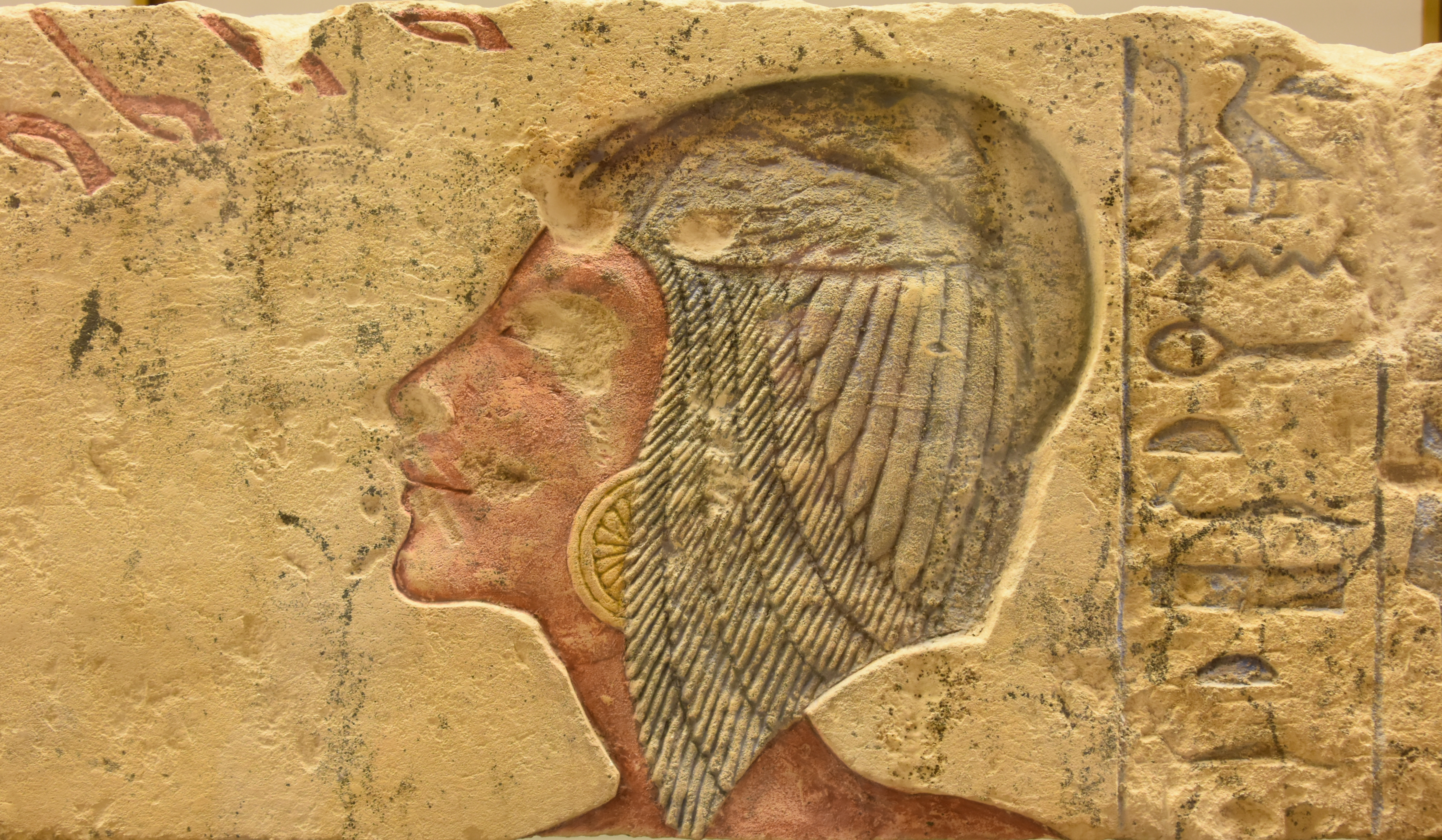
Meritaton

- Mérite, Édouard Paul (1867–1941), französischer Bildhauer, Tiermaler, Zeichner und Zeichenlehrer
- Meritites, Prinzessin der altägyptischen 4. Dynastie
- Meritites, Prinzessin der altägyptischen 5. Dynastie
- Meritites, Prinzessin und Priesterin der altägyptischen 4. Dynastie
- Meritites I., Königin der altägyptischen 4. Dynastie
- Meritites II., Königin der altägyptischen 6. Dynastie
- Meritneith, Mutter des Königs Hor Den
- Meriton, Vincent (* 1960), seychellischer Politiker
- Meritre, altägyptische Prinzessin, Tochter und Gemahlin von Ramses II.
- Meritre Hatschepsut, Königin Ägyptens der 18. Dynastie
- Meritt, Benjamin Dean (1899–1989), US-amerikanischer Klassischer Philologe
- Méritt, Laura (* 1960), deutsche Kommunikationswissenschaftlerin und Lachforscherin

### Meriv
- Merivale, Charles (1808–1893), englischer Historiker und Dekan der Kathedrale von Ely
- Merivale, Herman (1806–1874), englischer Staatsbeamter und ebenfalls als Autor tätig
- Merivale, John (1917–1990), kanadischer Schauspieler
- Merivale, John Herman (1779–1844), britischer Übersetzer und Rechtsanwalt
- Merivale, Philip (1886–1946), britischer Theaterschauspieler

### Meriw
- Meriweather, Keith, US-amerikanischer Schauspieler und Stuntman
- Meriwether, David (1755–1822), US-amerikanischer Politiker
- Meriwether, David (1800–1893), US-amerikanischer Politiker (Demokratische Partei)
- Meriwether, Del (* 1943), US-amerikanischer Sprinter
- Meriwether, Elizabeth (* 1981), US-amerikanische Dramatikerin, Drehbuchautorin und Fernsehproduzentin
- Meriwether, James (1789–1854), US-amerikanischer Politiker
- Meriwether, James Archibald (1806–1852), US-amerikanischer Politiker
- Meriwether, John (* 1947), US-amerikanischer Wall Street-Händler
- Meriwether, Lee (1862–1966), US-amerikanischer Schriftsteller, Jurist und Diplomat
- Meriwether, Lee (* 1935), US-amerikanische SchauspielerinLee Meriwether (* 1935)

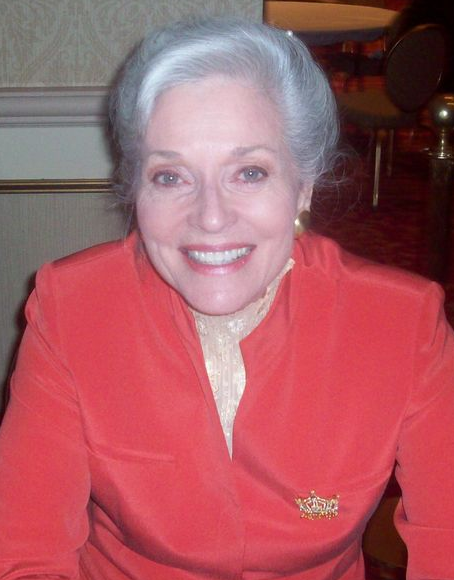
Lee Meriwether (* 1935)

- Meriwether, Louise (1923–2023), afroamerikanische Schriftstellerin, Essayistin, Journalistin und Aktivistin

### Meriz
- Merizaj, Nikol (* 1998), albanische Schwimmerin
- Merizzi, Erik von (1874–1917), österreichisch-ungarischer Offizier